# Fundulopanchax puerzli
Fundulopanchax puerzli är en fiskart som först beskrevs av Alfred C. Radda och Scheel, 1974.  Fundulopanchax puerzli ingår i släktet Fundulopanchax och familjen Nothobranchiidae. IUCN kategoriserar arten globalt som livskraftig. Inga underarter finns listade i Catalogue of Life.